# Igreja Batista Salem de Chicago
A Igreja Batista Salem de Chicago (em inglês:   Salem Baptist Church of Chicago) é uma mega-igreja batista situada em Chicago, Illinois, nos Estados Unidos. Seu líder é o pastor Charlie Dates. 

## História
Em 1985, James Meeks, pastor da Igreja Batista Beth Eden em Chicago, compartilhou a visão de fundar uma nova igreja em um sermão.  Após uma reunião com 205 membros naquele mesmo dia, a igreja é fundada.  Em 2004, tinha 17.000 membros.  Em 2005, fez a dedicação de um novo prédio, Casa da Esperança, incluindo um auditório de 10.000 lugares.  Em janeiro de 2023, Charlie Dates tornou-se pastor sênior.